# Перемирие Тангу
Перемирие Тангу (кит. трад. 塘沽協定, упр. 塘沽协定, пиньинь Tánggū Xiédìng; яп. 塘沽協定) — мирный договор 31 мая 1933 года между Японской империей и Китайской республикой, завершивший боевые действия, начавшиеся с Маньчжурского инцидента.

## Предыстория
18 сентября 1931 года Квантунская армия вторглась в Маньчжурию, а в феврале 1932 года завершила завоевание региона. Последний император династии Цин, Пу И, живший в изгнании на концессионной территории Тяньцзиня, был назначен японцами главой нового марионеточного государства Маньчжоу-го. В начале 1933 года японское наступление продолжилось, были захвачены Жэхэ и некоторые участки Великой Китайской стены. Южнее японцы высадились на побережье у Шанхая, и на этот раз сражение проходило на глазах представителей западных держав. Лига Наций потребовала прекратить боевые действия, Япония сначала наложила на резолюцию вето, а в марте вышла из неё. В мае японские войска остановились, не смея нарушить запрет императора Хирохито двинуться южнее Великой стены.

## Переговоры
22 мая китайская и японская делегации собрались в Тангу, что возле Тяньцзиня. Японские требования были суровыми: создание 100-километровой демилитаризованной зоны южнее Великой стены от Пекина до Тяньцзиня, причём Стена должна остаться под контролем Японии. Хотя гоминьдановским войскам не разрешалось появляться в этой зоне, японские самолёты-разведчики смогли бы пролетать над ней для проверки соблюдения китайцами условий договора. Следить за порядком на этой территории должен был вооружённый лёгким стрелковым оружием «Корпус сохранения мира в демилитаризованной зоне». Два секретных пункта договора гласили:
- в Корпус не могут вступать бывшие солдаты антияпонских формирований;
- вопросы, которые не может решить Корпус, должны решаться переговорами сторон.

Делегация гоминьдановского правительства, которого больше волновала война с коммунистами, чем с японцами, согласилась на все японские условия.

## Последствия
В результате заключённого перемирия, Гоминьдан фактически признал независимость Маньчжоу-го и потерю Жэхэ. Оно предусматривало прекращение борьбы между Японией и Китаем, и какое-то время это способствовало нормализации их отношений. 17 мая 1935 года статус японского представительства в Китае был повышен до посольства, а 10 июня было заключено соглашение Хэ—Умэдзу. Перемирие Тангу дало возможность Чану Кайши сконцентрировать свои войска против коммунистов, хотя и ценою потери северного Китая.
Тем не менее, китайская общественность враждебно восприняла унизительный для Китая и благоприятный для Японии мирный договор. Несмотря на перемирие и создание буферной зоны, Япония продолжала территориальную экспансию в Китае, что в 1937 году привело к Второй японо-китайской войне.